# Camisia
Camisia är ett släkte av kvalster som beskrevs av von Heyden 1826. Camisia ingår i familjen Camisiidae.

## Dottertaxa tillCamisia, i alfabetisk ordning[1][2]
- Camisia abdosensilla
- Camisia amictus
- Camisia anomia
- Camisia arcuata
- Camisia australis
- Camisia biurus
- Camisia biverrucata
- Camisia borealis
- Camisia carrolli
- Camisia dictyna
- Camisia flagellata
- Camisia foveolata
- Camisia grymae
- Camisia hamulifera
- Camisia heterospinifer
- Camisia horrida
- Camisia invenusta
- Camisia khencensis
- Camisia lapponica
- Camisia nortoni
- Camisia nova
- Camisia oregonae
- Camisia orthogonia
- Camisia polytricha
- Camisia presbytis
- Camisia segnis
- Camisia sibirica
- Camisia solhoeyi
- Camisia spinifer
- Camisia tatrica
- Camisia tryphosa
- Camisia umbratilis
- Camisia valeriae
- Camisia zangherii